# Lonchocarpus constrictus
Lonchocarpus constrictus är en ärtväxtart som beskrevs av Henri François Pittier. Lonchocarpus constrictus ingår i släktet Lonchocarpus och familjen ärtväxter. Inga underarter finns listade i Catalogue of Life.